# 김진 (1959년)
김진(1959년 11월 1일 ~ )은 대한민국의 정치 평론가이다. 중앙일보 논설위원 직을 맡은 경력이 있는 대한민국의 대표적인 보수 언론인이다.

## 학력
- ~ 1985년 : 경희대학교 경제학 학사
- ~ 2007년 : 한양대학교 언론정보대학원 신문학 석사

## 경력
- 1984년 4월 : 한국일보 코리아타임스 기자
- 1986년 11월 : 중앙일보 편집국 편집부 기자
- 1987년 12월 : 중앙일보 정치부 기자
- 1997년 12월 : 중앙일보 정치부 차장
- 1998년 8월 : 중앙일보 정치담당 논설위원
- 2000년 1월 : 중앙일보 워싱턴 특파원
- 2003년 1월 : 중앙일보 국제부 차장
- 2004년 1월 : 중앙일보 정치전문 기자
- 2006년 7월 ~ 2016년 11월 : 중앙일보 논설위원실 논설위원
- 2017년 2월 15일 ~ 2019년 2월 20일 : 자유한국당 당무위원 겸 최고위원
- 2017년 2월 20일 ~ 2019년 2월 20일 : 자유한국당 상임고문 겸 최고위원
- 2017년 : 제19대 대통령선거 자유한국당 경선 후보
- 2017년 : 제19대 대통령선거 자유한국당 중앙선거대책위원회 의장
- 2017년 3월 21일 ~ 2019년 2월 20일 : 자유한국당 당무위원 겸 서울시당 강남갑 당협위원장
- 2018년 2월 1일 ~ 2019년 2월 20일 : 자유한국당 당무위원 겸 비상혁신대책위원
- 펜앤드마이크 객원 칼럼니스트
- 2020년 2월 6일 자유한국당 상임고문 겸 최고위원 직위로써 자유한국당 복당.
- 2020년 2월 17일 미래통합당 상임고문 겸 당무위원.
- 이승만 건국대통령 기념사업회 자문위원
- 한국언론인연합회 운영자문위원

## 수상
- 2011년 : 제20회 대한언론상 논설논평부문
- 2014년 : 제17회 효령상 언론부문

## 도서
- 1992년 3월 1일 : 청와대 비서실
- 2012년 2월 25일 : 대한민국의 비명(김진 중앙일보 논설위원의 공동체 비평)
- 2014년 10월 25일 : 2015년 김정은 급변 터질 것인가(김진 중앙일보 논설위원의 북한급변사태 해설서)
- 2015년 12월 1일 : 교과서를 배회하는 마르크스의 유령들(보수아이콘 세 지성의 '역사 전쟁' 긴급 발언)